# Jean-Marc Muratorio
Jean-Marc Muratorio – francuski szermierz.

## Życiorys
Zdobywca srebrnego medalu (indywidualnie) w szabli na Mistrzostwach Europy w Szermierce w 1991. 